# Гордон, Джеффри (инженер)
Джеффри Гордон (англ. Geoffrey Gordon; 17 мая 1924, Англия, Великобритания — 19 декабря 1989, Вашингтон, Уоррен, Нью-Джерси, США) — английский и американский инженер, основатель дискретно-событийного подхода имитационного моделирования, создатель системы имитационного моделирования GPSS World и автор двух книг (Gordon 1968; Gordon 1975).

## Биография
Родился в Англии 17 мая 1924 года.
В 1955 году, переехав в США, занимался моделированием в корпорации Westinghouse. В 1956 году перешёл на работу в компанию Bell Telephone, где писал программу для имитирования системы переключения сообщений. В 1959 году работал над разработкой средств автоматизации при конструировании систем переключения. В 1960 году он переходит в отделение разработки перспективных систем IBM. Там он предлагает создать систему с языком, базирующимся на симуляторе последовательности диаграмм, созданным им в период работы на Bell Telephone.
В результате работы появилась программа с руководством пользователя, которая была датирована как секретный документ от 25 октября 1960 года и имела название симулятор Гордона. В 1961 году программа была выведена из конфиденциального классификатора и стала доступна вне IBM под именем GPSS I.
Гордон закончил свою карьеру в IBM, как системный инженер по консалтингу и член Совета IBM. После ухода он несколько лет преподавал в Университете Кина.
Джеффри Гордон умер 19 декабря 1989 года в возрасте 65 лет в Вашингтоне и похоронен в Нью-Джерси.